# هانتینگتون (فیلم)
هانتینگتون (انگلیسی: Huntington) یک فیلم دلهره‌آور کمدی سیاه به نویسندگی و کارگردانی جان پاتن فورد است. فیلم‌نامهٔ این اثر به‌طور آزاد از فیلم بریتانیایی قلب‌های مهربان و نیم‌تاج‌ها محصول ۱۹۴۹، ساختهٔ رابرت هیمر و جان دایتن الهام گرفته است. گلن پاول، مارگارت کوالی و اد هریس در این فیلم ایفای نقش می‌کنند.

## بازیگران
- گلن پاول
- مارگارت کوالی
- اد هریس
- جسیکا هنویک
- زک وودز
- توفر گریس
- بیل کمپ

## تولید و فیلم‌برداری
فیلم‌نامهٔ جان پاتن فورد ابتدا در سال ۲۰۱۴ با عنوان روتچیلد در فهرست سیاه قرار گرفت. در سال ۲۰۱۹، جان اس. برد برای کارگردانی فیلم انتخاب شد و در آن زمان مل گیبسون و مل گیبسون به عنوان بازیگران اصلی قرارداد بستند.
توسعهٔ فیلم در مارس ۲۰۲۳ از سر گرفته شد و قرار شد خود جان پاتن فورد کارگردانی فیلم را بر عهده بگیرد. این فیلم که اکنون با عنوان هانتینگتون شناخته می‌شود، گفته شده است که از فیلم بریتانیایی ۱۹۴۹ قلب‌های مهربان و نیم‌تاج‌ها ساختهٔ رابرت هیمر و جان دایتن الهام گرفته است.
در ژانویهٔ ۲۰۲۴، گلن پاول برای نقش اصلی انتخاب شد و در مه همان سال، مارگارت کوالی و اد هریس به جمع بازیگران پیوستند. در ژوئن ۲۰۲۴، جسیکا هنویک، توفر گریس، زک وودز و بیل کمپ نیز به تیم بازیگری اضافه شدند و تصویربرداری اصلی آغاز شد.
فیلم‌برداری در کیپ‌تاون، آفریقای جنوبی انجام شد و صدها بازیگر، گروه فیلم‌برداری و افراد اضافی محلی آفریقای جنوبی در تولید فیلم مشارکت داشتند.